# Dolichopeza capitella
Dolichopeza capitella är en tvåvingeart som beskrevs av Alexander 1968. Dolichopeza capitella ingår i släktet Dolichopeza och familjen storharkrankar. Inga underarter finns listade i Catalogue of Life.